# Fares Naanaa
Fares Naanaa, född 25 september 1975, är en tunisisk regissör. Han studerade vid Institut supérieur d'art dramatique de Tunis och Institut maghrébin du cinéma de Tunis, och har arbetat som regissör, producent och skådespelare i många kortfilmer och TV-produktioner. 2015 regisserade han sin första långfilm, The borders of Heaven (Chbabek el jenna; Les Frontières du ciel). 

## Regissör

### Långfilm
- 2015: Himlens gränser

### Kortfilmer
- 2004: Casting för ett bröllop
- 2006: Vem dödade Prince Charming?
- 2007: Favorit

## Skådespelare

### Bio
- 2004: Casting för ett bröllop av Farès Naânaâ och Ibrahim Letaïef
- 2004: Visa av Ibrahim Letaïef
- 2006: Lycka? av Mohamed Ben Becher
- 2006: Jag måste berätta för dem om Amel Smaoui

### TV
- 2008-2014: Maktoub (Destiny) av Sami Fehri: Mourad Néji

### Utsläpp
- 2014: Dhawakna (Smaka med oss) (avsnitt 7) på Telvza TV